# 88297 Гуйкілолані
88297 Гуйкілолані (88297 Huikilolani) — астероїд головного поясу, відкритий 11 липня 2001 року.
Тіссеранів параметр щодо Юпітера — 3,671.